# Tramwaje w Leeds

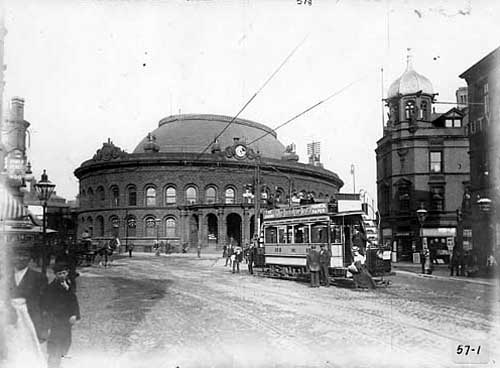
Wagon z otwartymi pomostami wyprodukowany w 1862 na tla budynku Giełdy Zbożowej

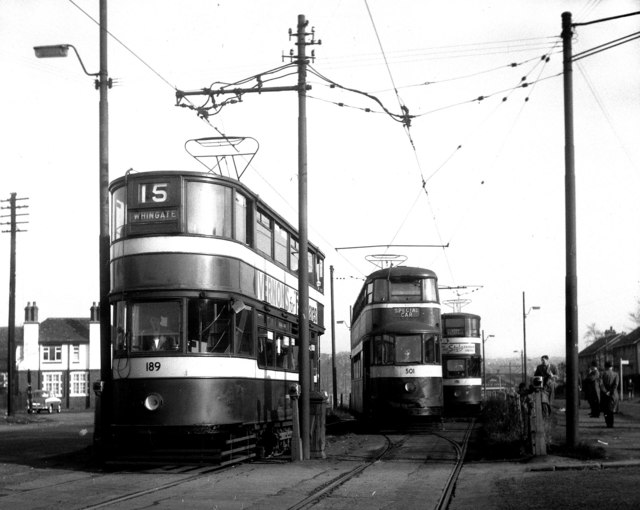
Tramwaje w Leeds (1959)

Tramwaje w Leeds (ang. Leeds Corportaion Tramway) – nieistniejąca sieć tramwajowa w angielskim Leeds, funkcjonująca kolejno jako konna, parowa i elektryczna w latach 1871-1959.

## Historia

### Powstanie i rozwój
Pierwszą linię tramwaju konnego otwarto w mieście 16 września 1871. Wybiegała ona z Boar Lane (spod kościoła Świętej Trójcy) do Headingley Oak, przez Park Row, Cookridge Street i Woodhouse Moor. Od 17 czerwca 1880 wprowadzono parowe tramwaje piętrowe, ciągnięte przez niewielkie parowozy budowane przez Hunslet Engine Company. Trakcja elektryczna pojawiła się w Leeds 29 października 1891, kiedy to prywatne przedsiębiorstwo prowadziło eksperymentalne przewozy na fragmentach dwóch tras konnych: z Roundhay Road w Sheepscar oraz z Beckett Street w Harehills i do Roundhay Park w Oakwood (podczas przejazdu promocyjnego dla gości oficjalnych doszło do przegrzania się elementów silnika i awarii tramwaju). Sieć miejska została uruchomiona w dwóch etapach: 2 i 16 sierpnia 1897. Pierwsze miejskie tramwaje elektryczne kursowały z Roundhay (Canal Gardens) do opactwa Kirkstall przez Briggate i Boar Lane.
W 1931 zakupiono 104 nowe wagony. W 1937 zbudowano nową linię wzdłuż Gipton Approach oraz nowe torowiska wzdłuż Belle Isle Road do Middleton w czterech etapach (od 1940 do 1949). Starano się budować torowiska wydzielone, a także linie całkowicie samodzielne, np. do Temple Newsam i Middleton. Tego rodzaju prace kontynuowano w latach trzydziestych XX wieku, kiedy główne drogi (np. Stanningley Road i York Road) zostały poszerzone poprzez budowę linii wydzielonych w środku traktu. Dalszych ambitnych planów w tym zakresie nie zrealizowano.

### Schyłek i likwidacja
Najwyższa liczba wagonów kursowała w mieście w 1927, jednak w latach późniejszych ich liczba zaczęła spadać (w latach pięćdziesiątych sieć tramwajowa w Leeds była jedną z najbardziej rozbudowanych w Wielkiej Brytanii). Okres II wojny światowej spowodował pogorszenie się stanu taboru, a potem rozwinął się indywidualny transport samochodowy. Kierowcy krytykowali w większości niewydzielone torowiska, tamujące ruch aut. Lobby autobusów i samochodów prywatnych było na wyspach brytyjskich tak silne, że powołano Komisję Królewską. Już w styczniu 1931 wskazywano, że tramwaje są przestarzałe, powodują zatory, niebezpieczeństwa drogowe, a w wielu miejscach nie są w ogóle potrzebne i powinny być stopniowo redukowane. W połowie lat pięćdziesiątych radny Frank Burnley został potrącony i śmiertelnie ranny podczas wysiadania z tramwaju na Dewsbury Road w drodze do swojego domu w Allenbys. Działo się to w czasie, gdy burmistrz Leeds, mimo krytyki promował utrzymanie i modernizację tramwajów. Kursowało wówczas prawie pięćset pojazdów dziennie na sieci liczącej łącznie dwieście kilometrów torowisk, przynosząc wpływy przekraczające 2,5 miliona funtów rocznie.
W 1952 leedski dziennik „Yorkshire Evening News” prowadził ostrą kampanię przeciwko tramwajom, która wywołała podział opinii publicznej. Co do zasady konserwatyści byli w większości zwolennikami tramwaju, a Partia Pracy ich przeciwnikiem. Ostatecznie, po zwycięstwie lewicowych lejburzystów w 1953 przeważyła druga opcja i tramwaje w Leeds zlikwidowano w 7 listopada 1959. W eksploatacji były wówczas jeszcze 22 wagony (dziesięć typu „Showboats” Horsfielda i dwanaście byłych londyńskich „Felthamów”: wszystkie zbudowane w 1931). Ostatnie tramwaje linii regularnej zakończyły kurs o godzinie 16:40 i zostały zastąpione przez autobusy (wiata centralnego przystanku stała się parkingiem). Po godzinie 18 odbyła się jeszcze parada pożegnalna.

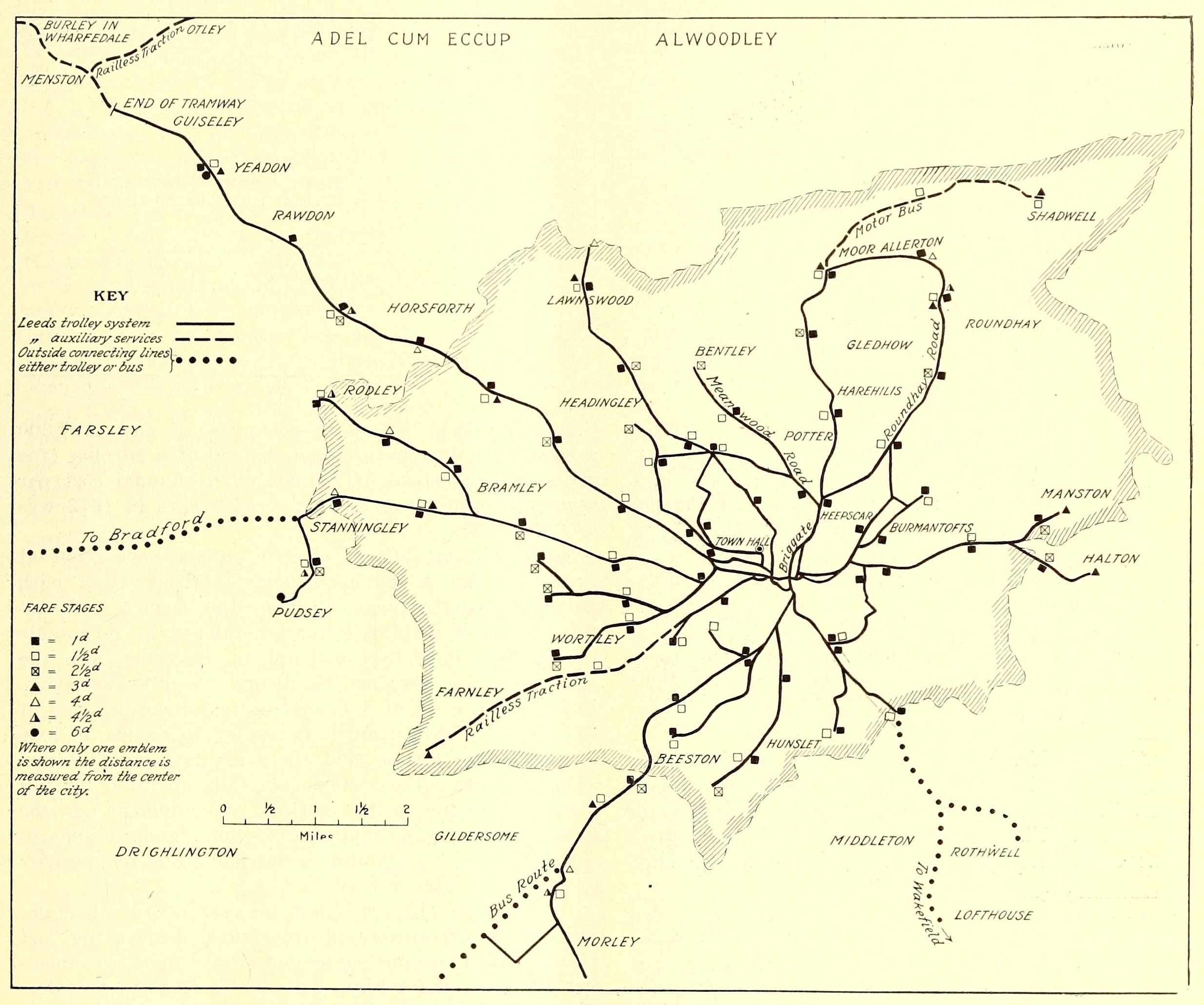
Sieć w 1919
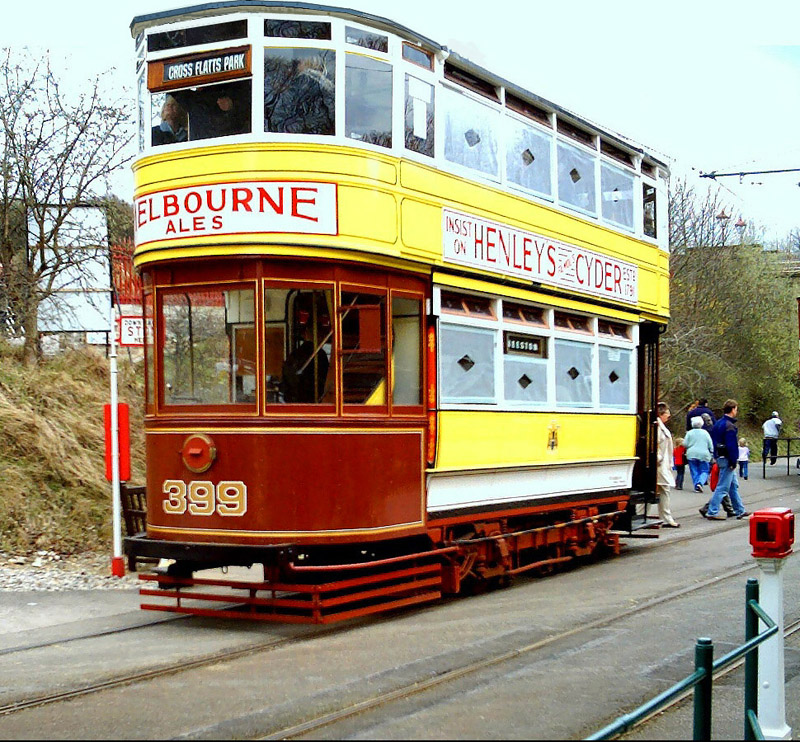
Wóz z 1925 w Narodowym Muzeum Tramwajów w Derbyshire
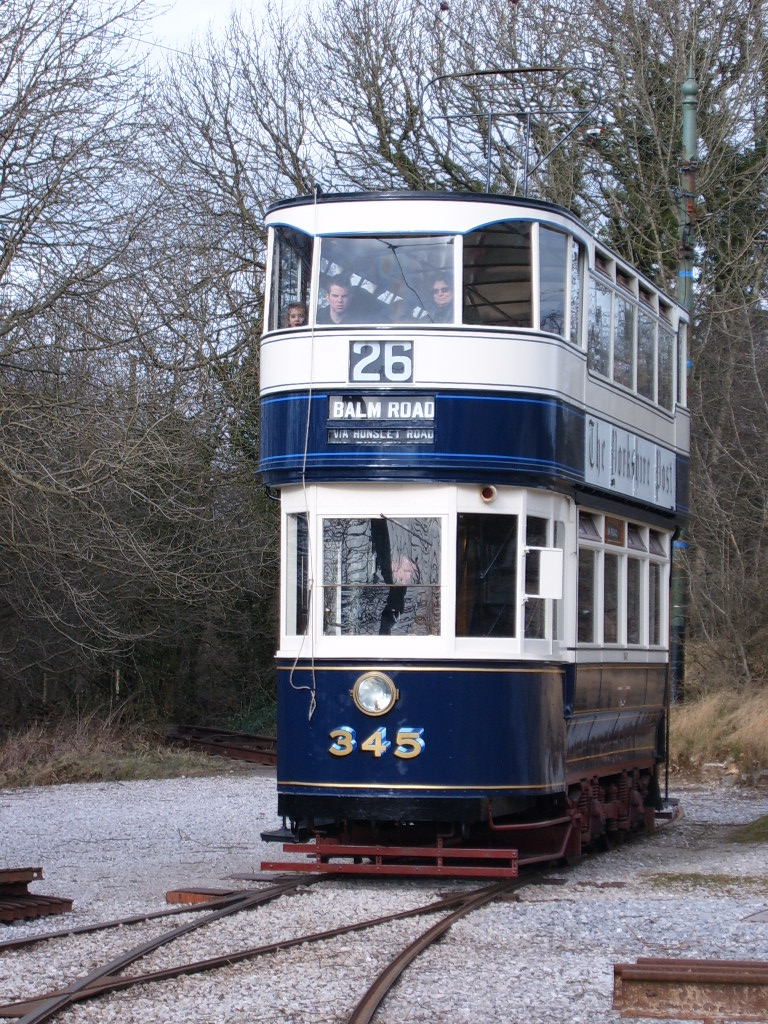
Wagon nr 345 w Crich

Niektóre wagony zostały przekazane do Narodowego Muzeum Tramwajów w Crich, gdzie częściowo nadal działają w przewozach turystycznych.

### Stan obecny
Obecnie Leeds jest największym w Europie Zachodniej miastem pozbawionym elektrycznego systemu szybkiego transportu zbiorowego. Boris Johnson nazwał to „skandalem” i obiecał rozwiązanie problemu. Gabinet Johna Majora stwierdził, że istnieją „solidne” podstawy dla stworzenia lekkiej kolei w Leeds. Kolejne rządy Wielkiej Brytanii również obiecywały zmiany, jednak nadal nie zrobiono w tym kierunku żadnych większych kroków, głównie z uwagi na wysokie koszty przedsięwzięcia. Jednym z projektów w tym zakresie jest planowany system Leeds Supertram, dwukrotnie odrzucany do realizacji, raz w połowie lat 90. XX wieku i ponownie pod koniec 2005.

## Leeds Transport Historical Society
W 1956 powstało Leeds Transport Historical Society (wówczas Leeds Tramway Historical Society). Stowarzyszenie jest organizacją charytatywną, której celem jest zachowanie i rejestrowanie historii transportu publicznego w Leeds, a także pomoc w konserwacji zabytkowych pojazdów, które kursowały po mieście. Początkowo skupiając się na tramwajach uratowało kilka pojazdów, które obecnie jeżdżą w muzeach Wielkiej Brytanii. Pomogło także we wsparciu konserwacji autobusów kursujących w Leeds. Wyniki prac towarzystwa opublikowane zostały w pięciotomowym dziele „Leeds Transport” autorstwa Jima Sopera. W 2013 przywrócono do ruchu jedyny ocalały tramwaj konny (nr 107). Stał się on częścią kolekcji narodowej w muzeum w Crich.